# لادا 2107

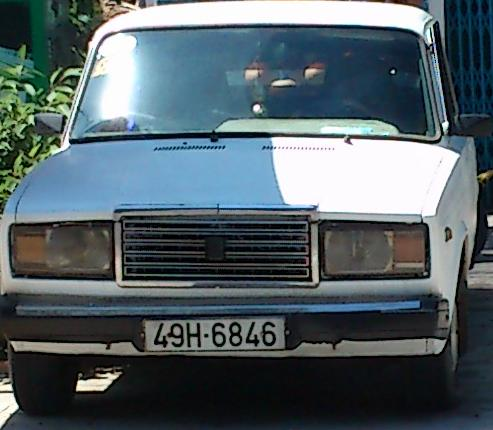
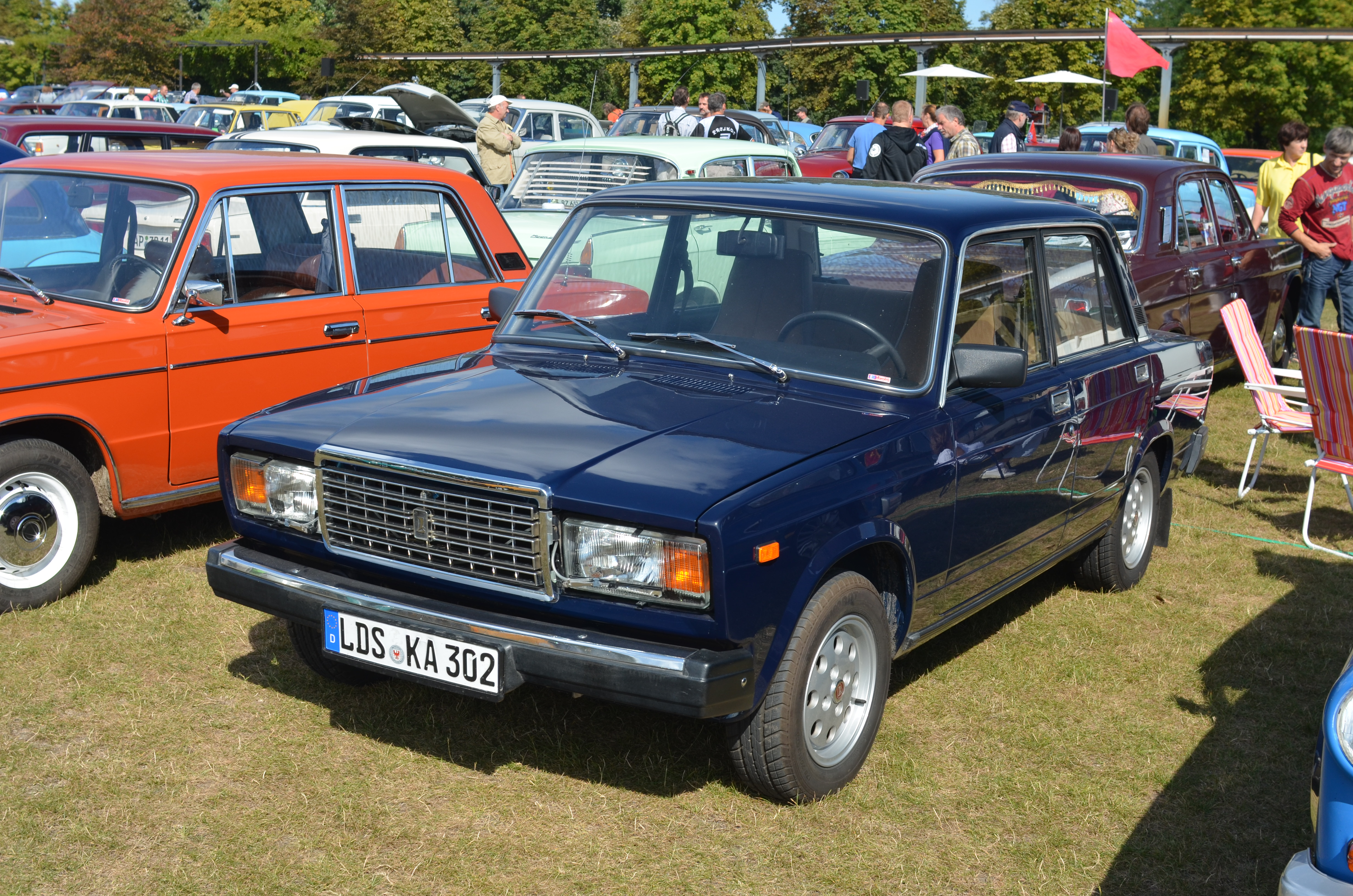
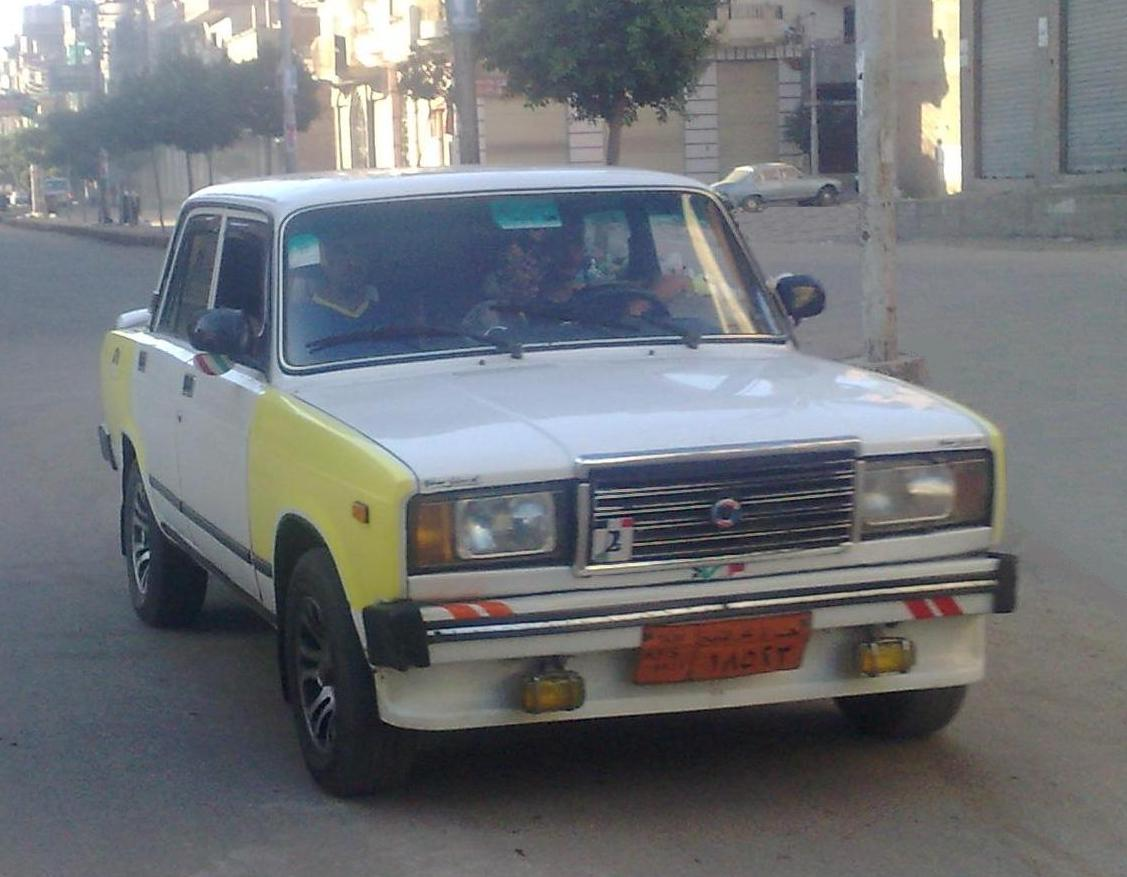
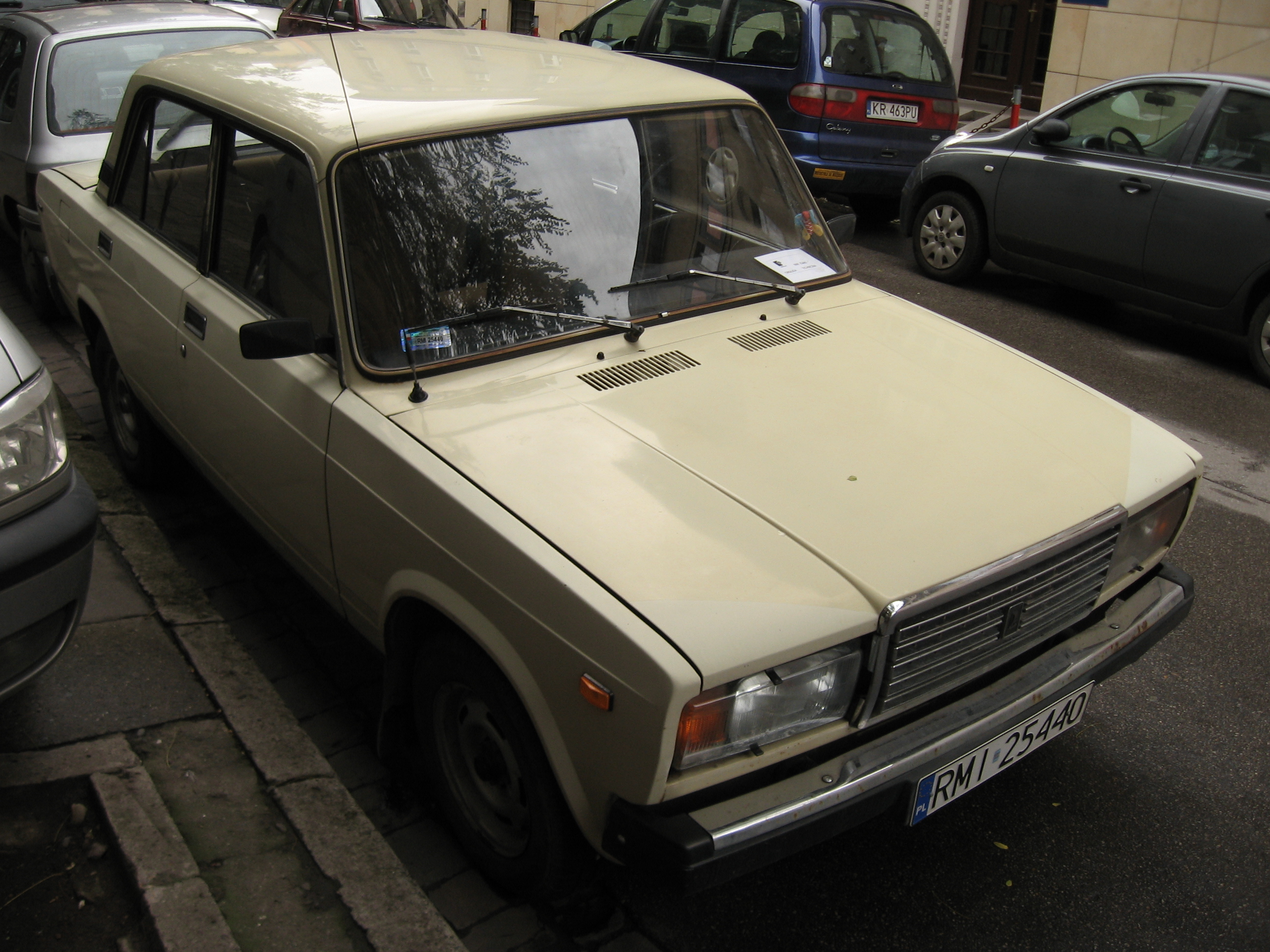
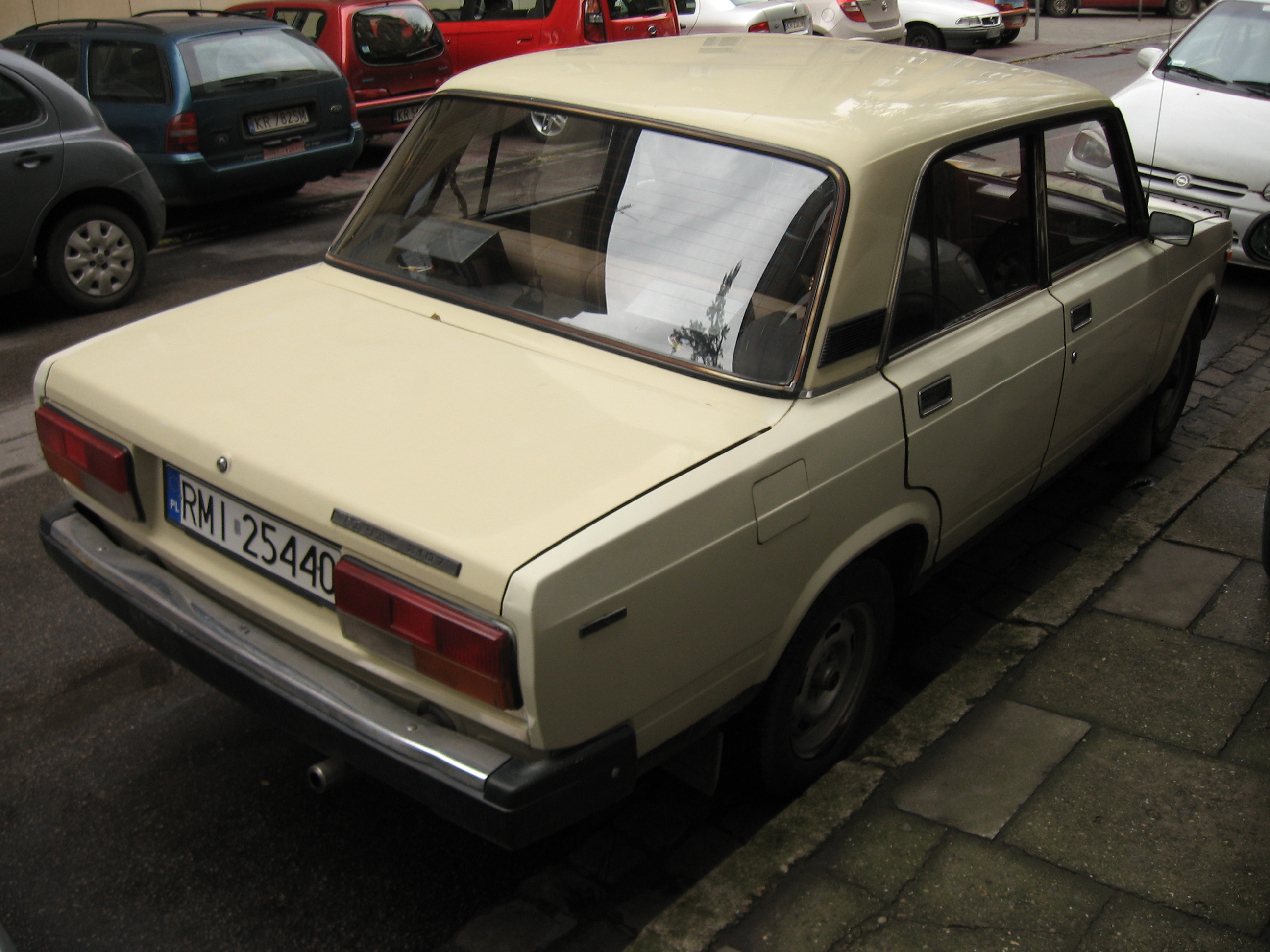

- لادا 2103
- لادا 2106

لادا 2107 (بالروسية: ВАЗ-2107) أو لادا 2104 أو لادا 2105 أو لادا ريفا، هي سلسلة من السيارات العائلية المتوسطة الحجم، صنعتها شركة أوتوفاز الروسية المالكة لعلامة لادا، وعرضت أول الأمر عام 1980 في الاتحاد السوفيتي، وتدريجياً غزت الأسواق الأوروبية الأخرى خلال الثمانينات من القرن العشرين.
تعرف كذلك بأنها سيارة لادا الكلاسيكية. كانت السيارة فيات 124 التي كانت الدعامة الأساسية الآن. انتهى انتاجها في روسيا ومصر ما بين عاميّ 2010 و2012.

### لادا 2104

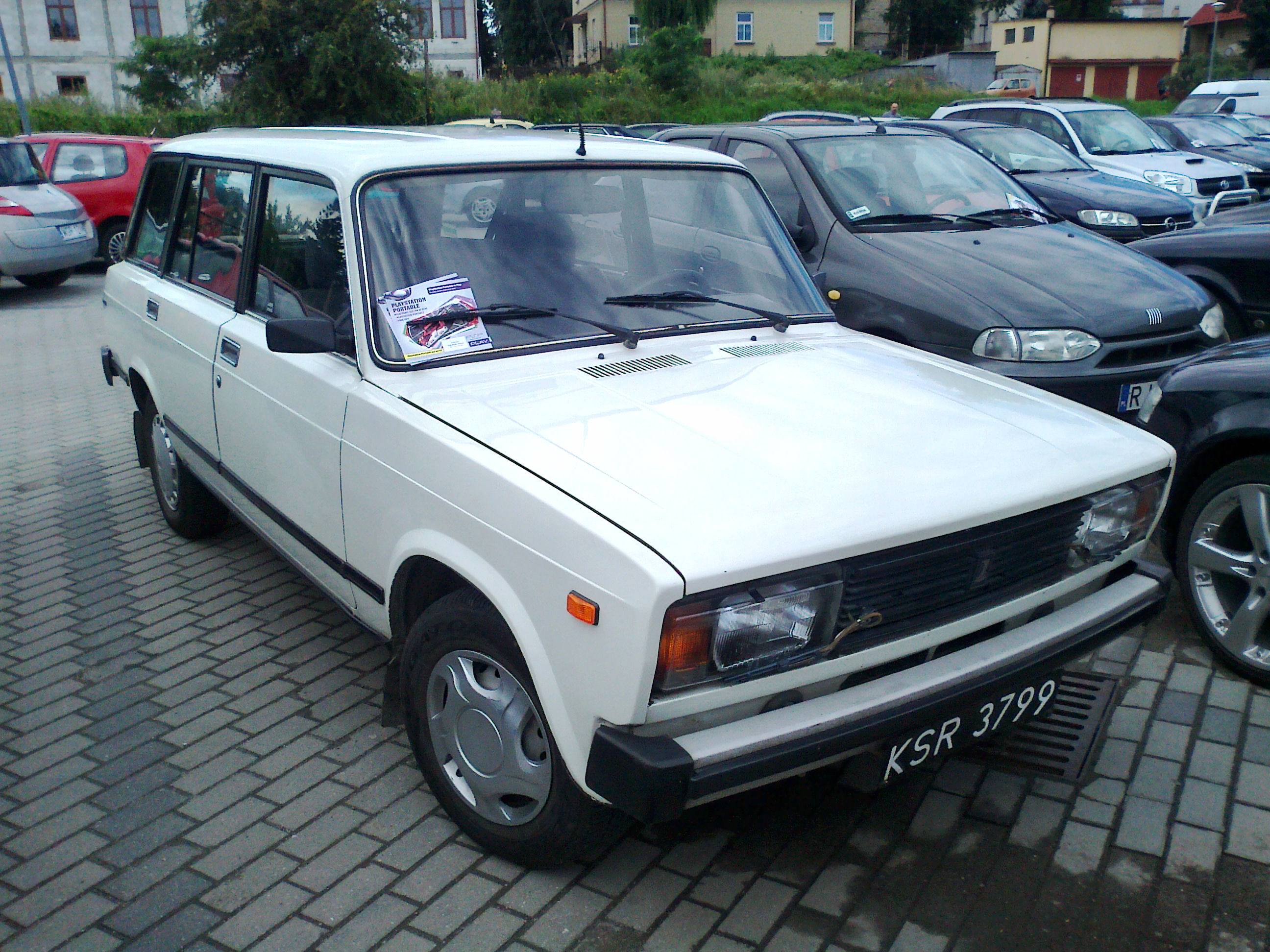
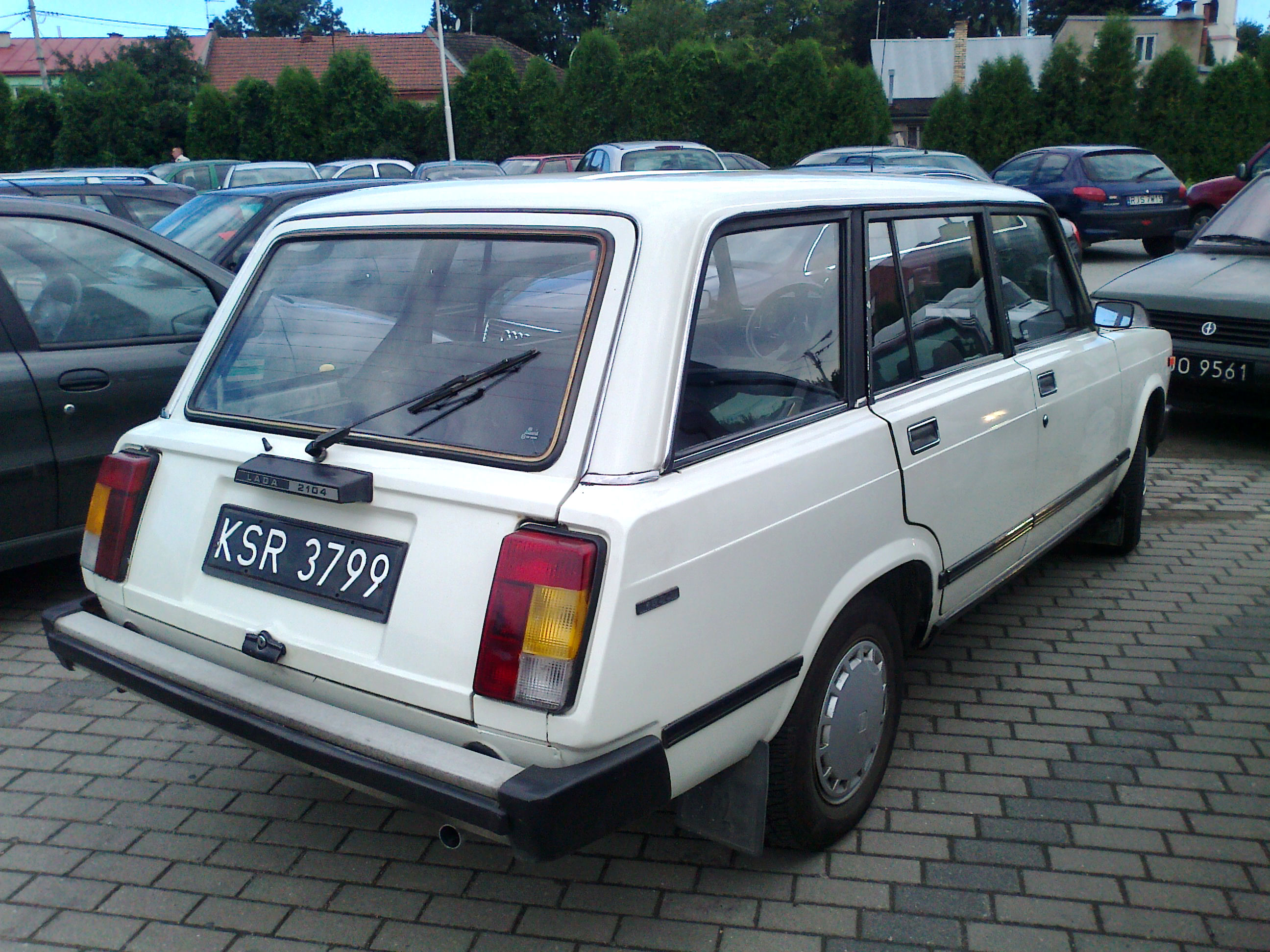
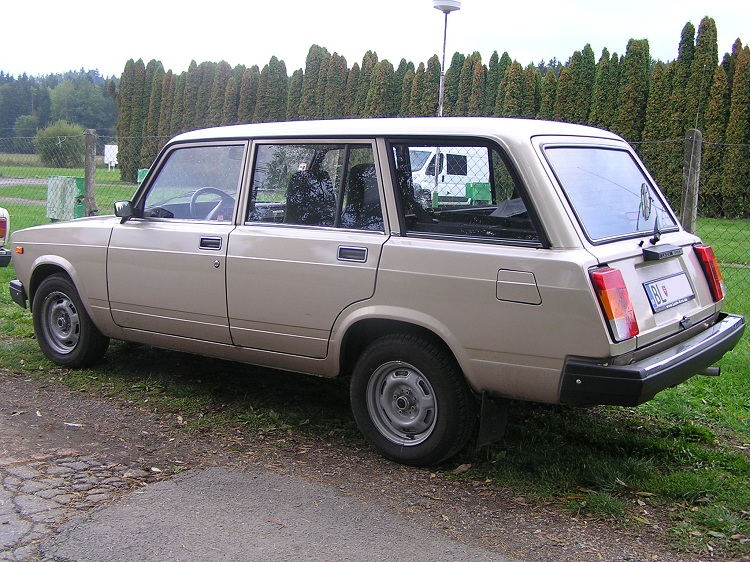
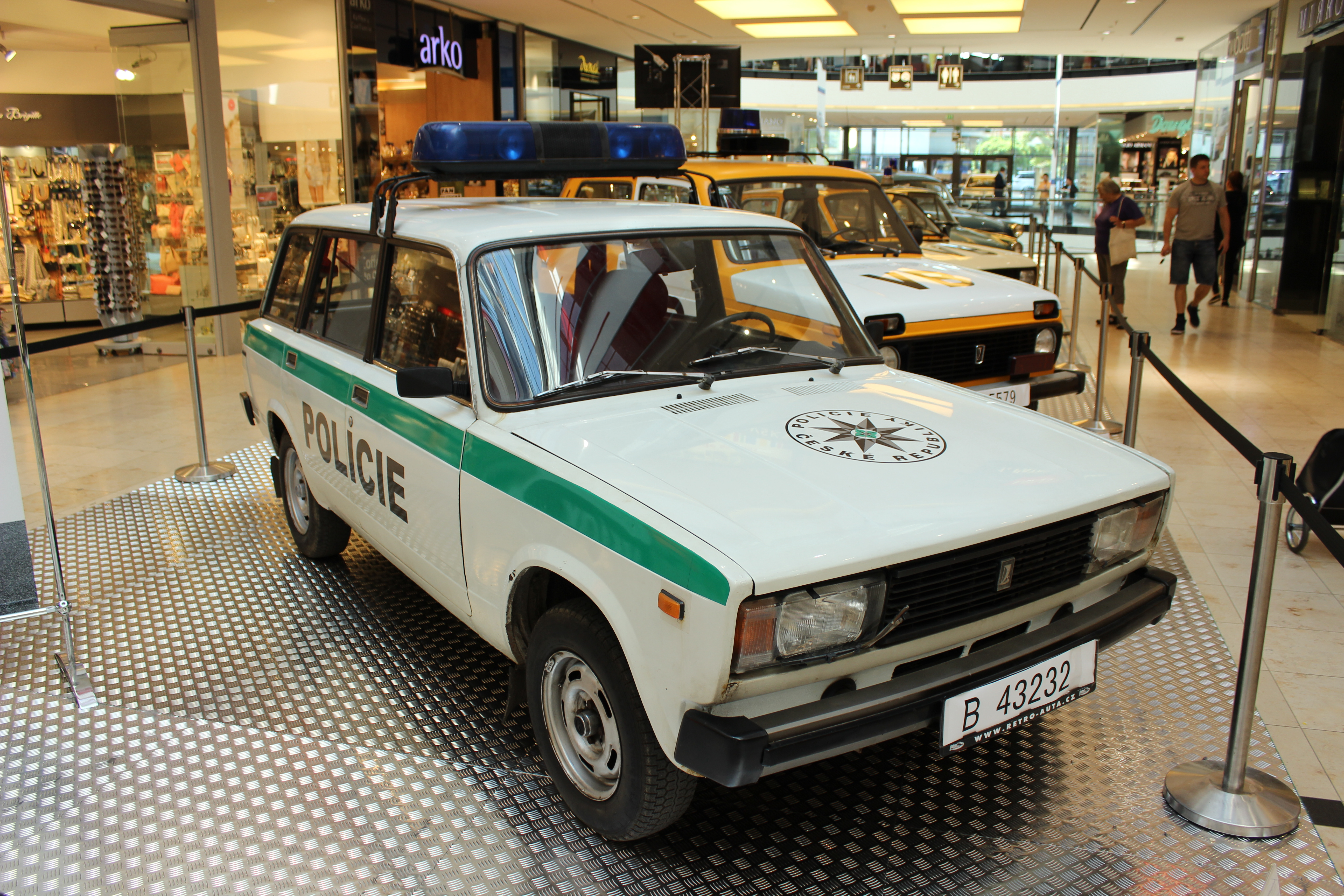
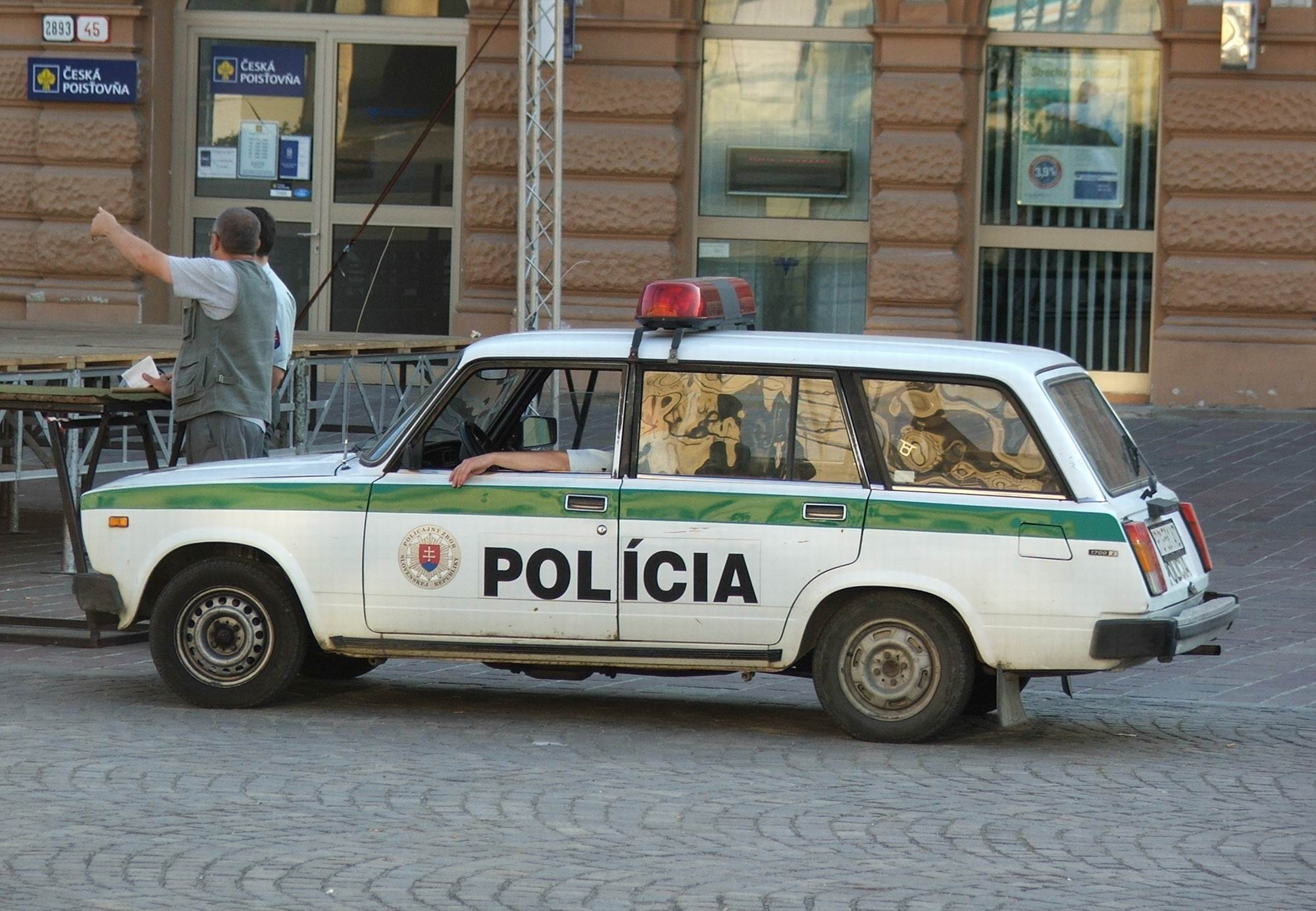

### لادا 2105

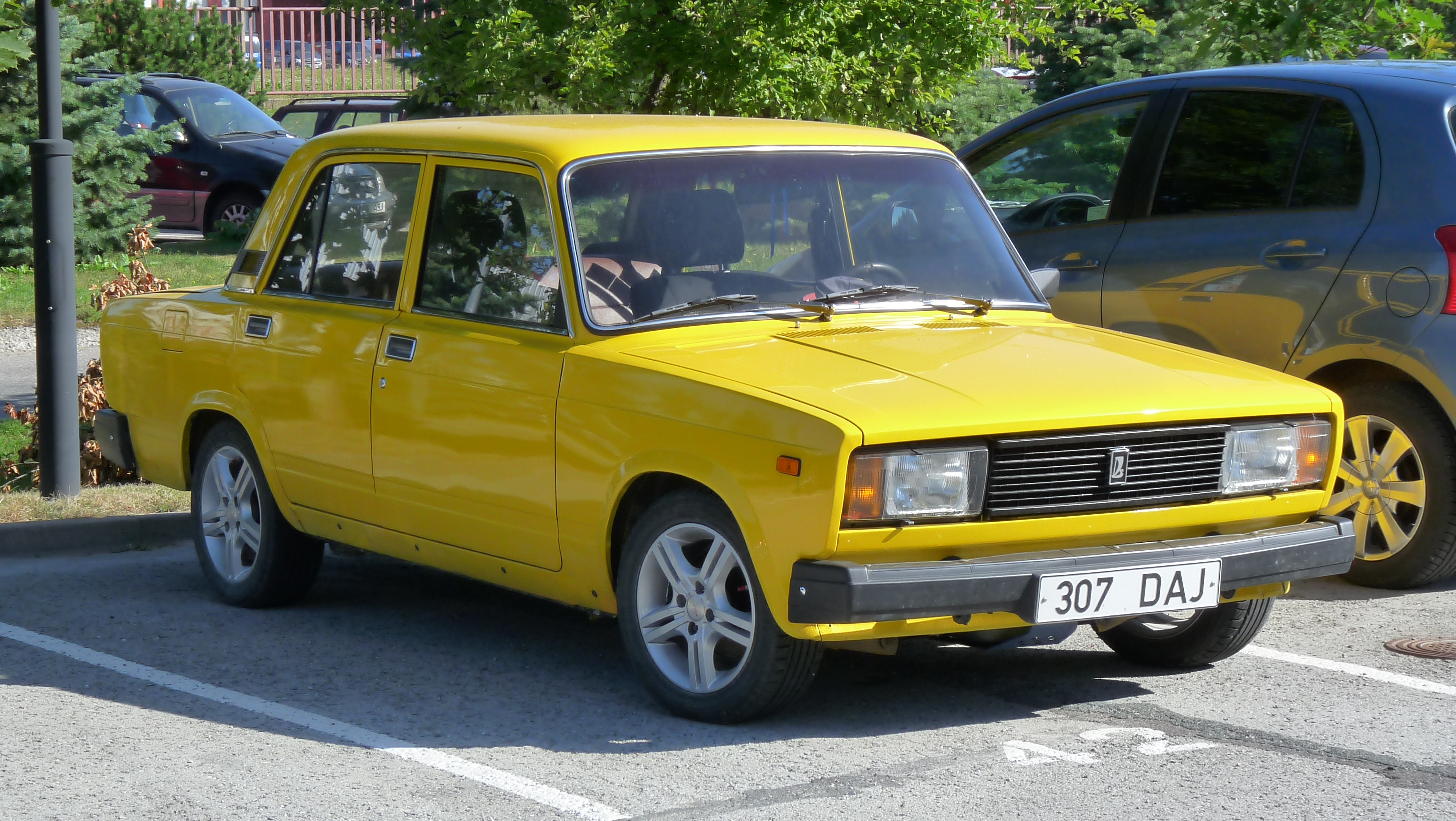
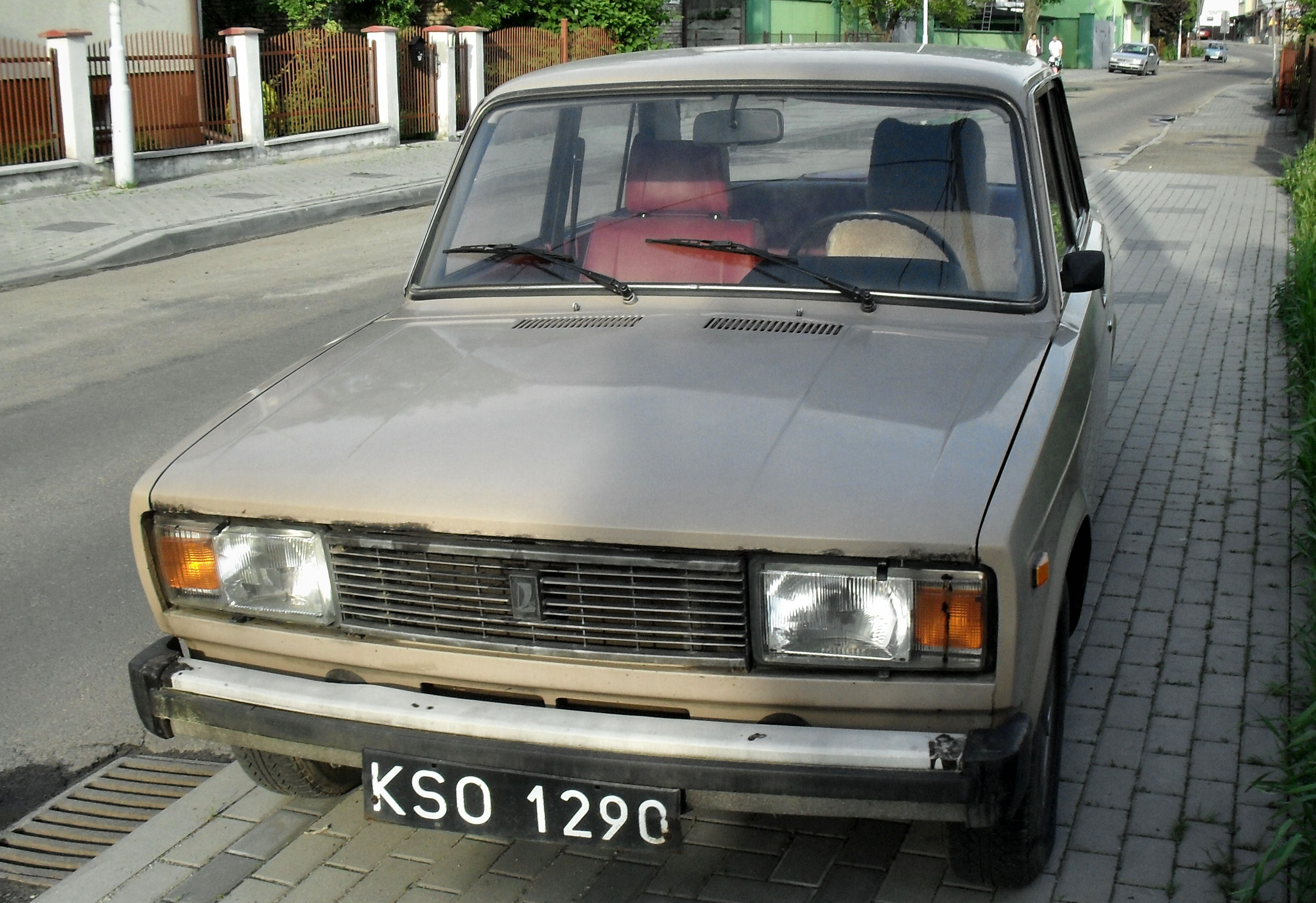
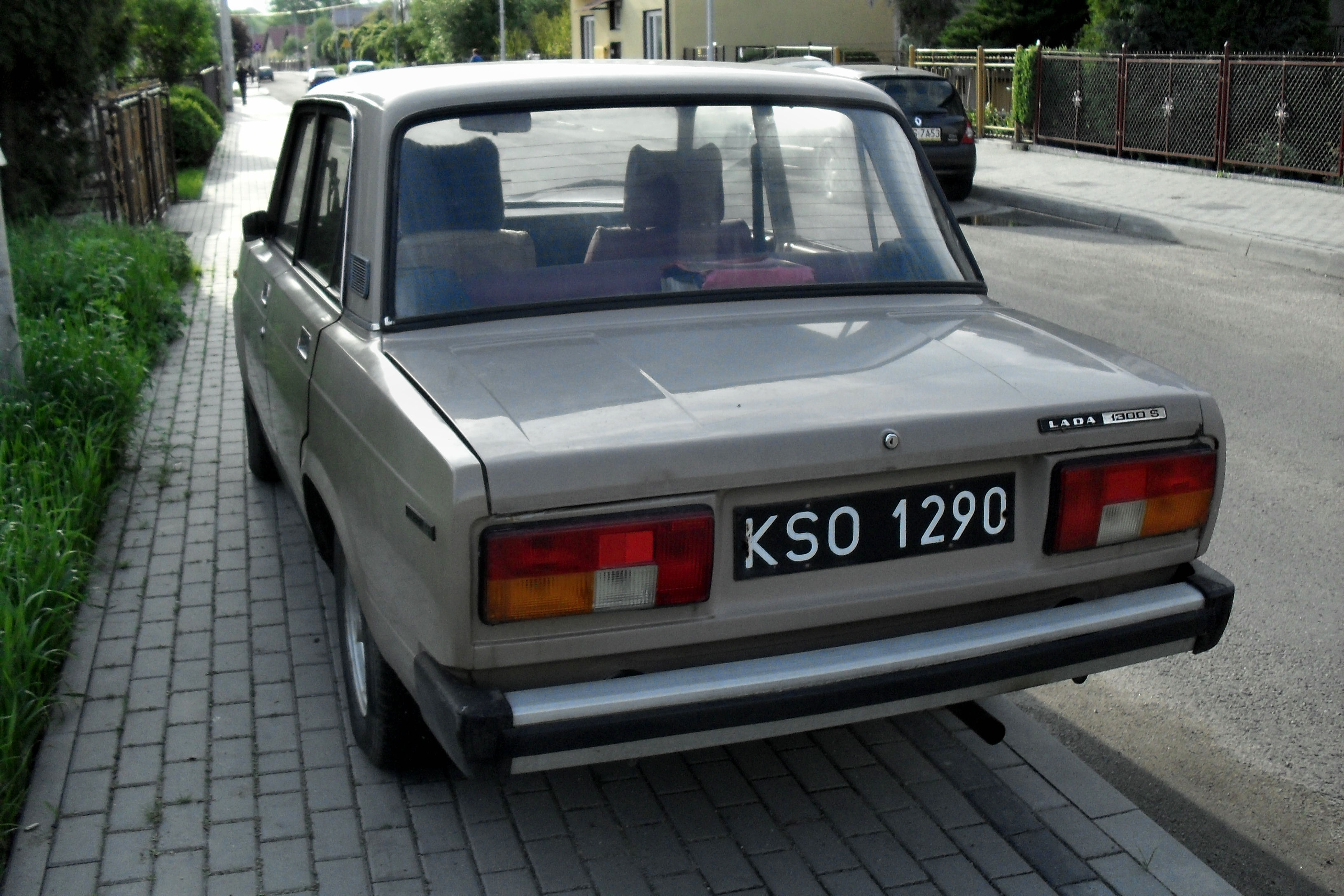
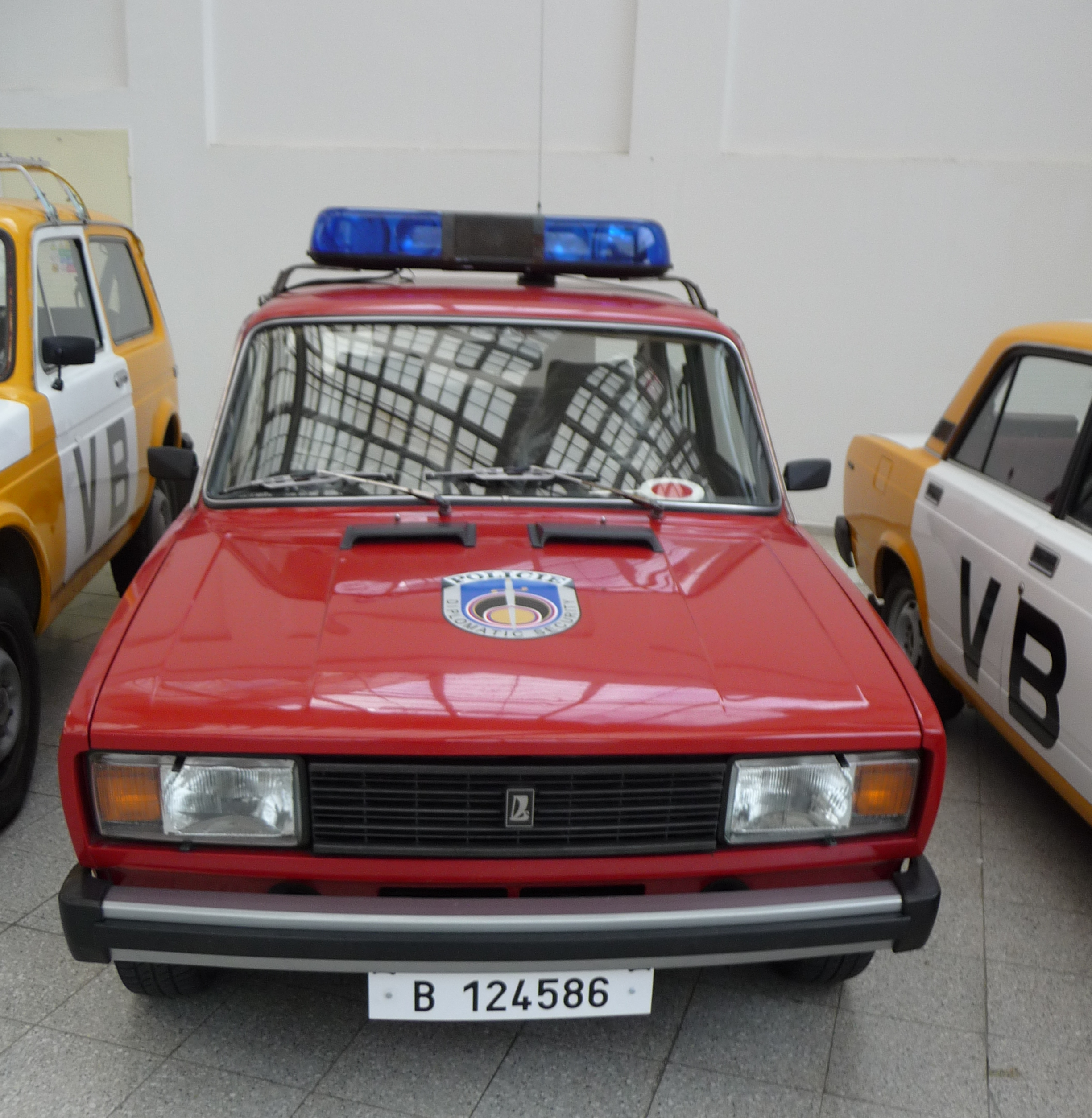
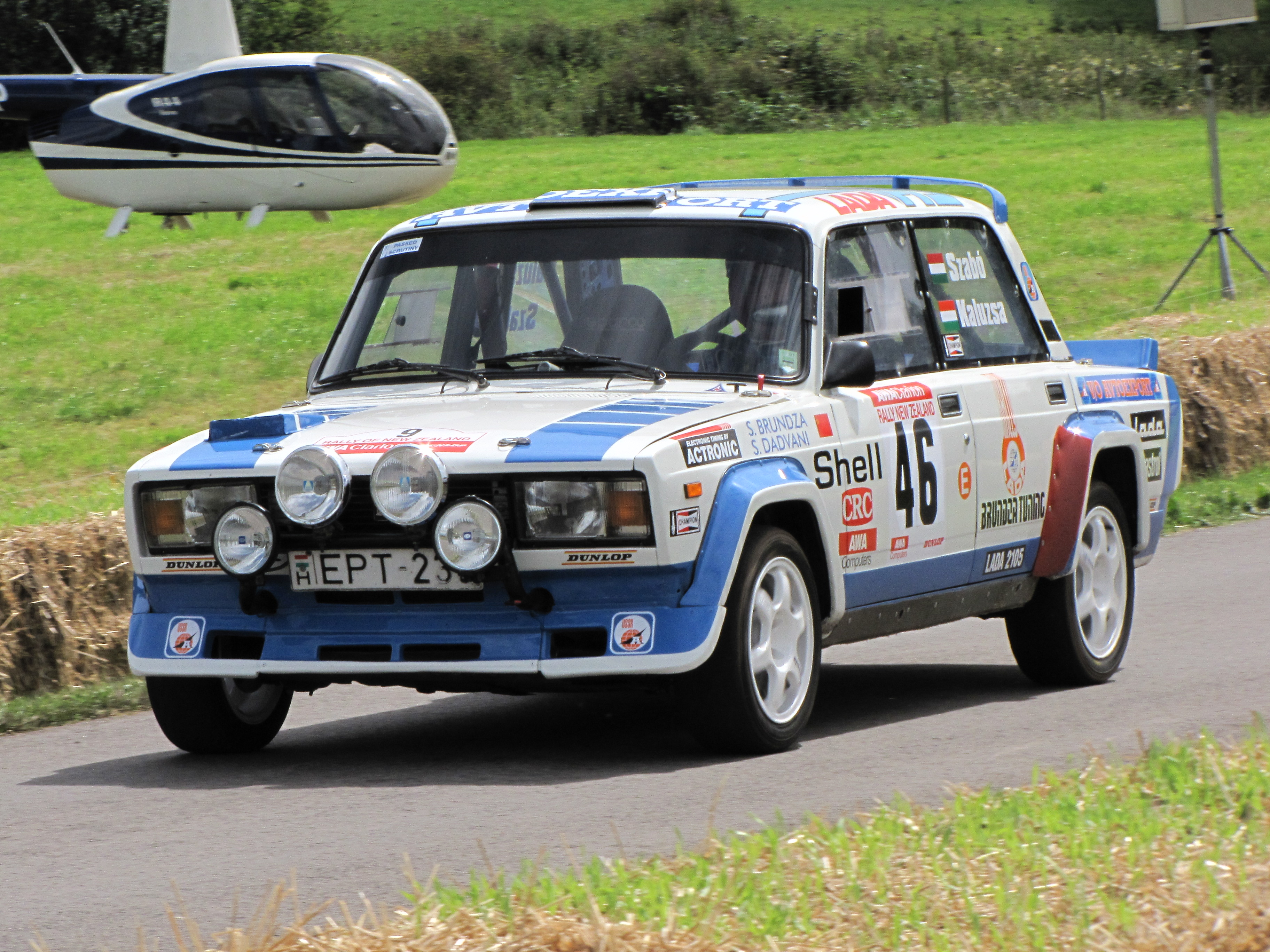